# Micrurus hemprichii
Espèce
Synonymes
- Elaps hemprichii Jan, 1858
- Micrurus rondonianus Roze & da Silva, 1990

Micrurus hemprichii est une espèce de serpents de la famille des Elapidae. 

## Répartition
Cette espèce se rencontre en Colombie, au Venezuela, au Guyana, au Suriname, en Guyane, au Brésil, en Bolivie, au Pérou et en Équateur.

## Liste des sous-espèces
Selon The Reptile Database (7 mai 2015) :
- Micrurus hemprichii hemprichii (Jan, 1858)
- Micrurus hemprichii ortoni Schmidt, 1953

## Étymologie
Cette espèce est nommée en l'honneur du naturaliste allemand Wilhelm Friedrich Hemprich (1796-1825). La sous-espèce Micrurus hemprichii ortoni est nommée en l'honneur de James Orton.

## Publications originales
- Jan, 1858 : Plan d'une iconographie descriptive des ophidiens et description sommaire de nouvelles espèces de serpents. Revue et Magasin de Zoologie Pure et Appliquée, Paris, sér. 2, vol. 10, p. 438-449 & 514-527 (texte intégral).
- Roze & da Silva, 1990 : Coral snakes (Serpentes, Elapidae) from hydroelectric power plant of Samuel, Rondonia, Brazil, with description of a new species. Bulletin of the Maryland Herpetological Society, vol. 26, no 4, p. 169-176.
- Schmidt, 1953 : Hemprich's coral snake, Micrurus hemprichi. Fieldiana Zoology, vol. 34, no 13, p. 165-170 (texte intégral).